# Book of the Dead (Bloodbound)
Book of the Dead è il secondo album in studio del gruppo musicale svedese Bloodbound, pubblicato il 25 maggio 2007 dalla Metal Heaven.

## Tracce
1. Sign of the Devil – 5:23
2. The Tempter – 4:52
3. Book of the Dead – 4:04
4. Bless the Unholy – 4:11
5. Lord of Battle – 5:06
6. Flames of Purgatory – 5:09
7. Into Eternity – 4:54
8. Black Heart – 5:02
9. Black Shadows – 5:52
10. Turn to Stone – 4:46
11. Seven Angels – 7:10
12. Rivers of Pain – 3:11

Durata totale: 59:40

## Formazione
- Michael Bormann – voce
- Tomas Olsson – chitarra
- Henrik Olsson – chitarra ritmica
- Fredrik Bergh – basso, tastiera
- Pelle Åkerlind – batteria